# Нестеров, Иван Петрович
Ива́н Петро́вич Не́стеров (20 марта 1886—18 января 1960) — эсер, член Всероссийского учредительного собрания, возглавлял ведомство путей сообщения в правительстве Комуча.

## Биография
По сословному происхождению из мещан. Родился в семье Петра Нестерова и Ксении, урождённой Шакуновой. Выпускник сельскохозяйственного института. С 1908 года под политическим надзором, член партии эсеров. В 1917 году избран гласным Минской городской думы. Был делегатом на II Всероссийском съезде Советов Рабочих и солдатских депутатов.
В конце 1917 года избран во Всероссийское учредительное собрание в Минском избирательном округе по списку № 12 (Партия социалистов-революционеров и Совет крестьянских депутатов). Участвовал в единственном заседания Учредительного Собрания 5 января.
8 июня 1918 года в Самаре, сразу после свержения большевиков,  выступил на митинге на Алексеевской площади (возле памятника Александру II) перед собравшимися самарцами с речью о задачах новой власти. Вместе с И. М. Брушвитом, В. К. Вольским, П. Д. Климушкиным и Б. К. Фортунатовым был одним из организаторов Комуча в Самаре. Возглавил ведомство путей сообщения в правительстве Комуча. С 19 по 28 июня 1918 года находился в командировке в Сызрани: «Для упрочения власти Учредительного собрания и организации Народной армии».  10 июля приказом Нестерова А. И. Дутов был назначен главноуполномоченным Комуча на территории Оренбургского казачьего войска, Оренбургской губернии и Тургайской области. 12 августа 1918 участвовал в параде казачьих войск атамана Дутова в Оренбурге и в символической передаче власти от временно исполнявшего должность Войскового атамана К. Л. Каргина. В августе 1918 года после участия в Челябинском совещании антибольшевистских сил на востоке России вместе с Вольским и Веденяпиным заключил соглашение с Михайловым, министром Временного Сибирского правительства (ВСП), о прекращении таможенной войны между КОМУЧем и ВСП и об урегулировании порядка продвижения грузов. После этого все транзитные грузы на линии Владивосток – Самара задержкам и таможенным обложениям не подлежали, а грузы, подлежавшие государственному регулированию, отпускались по установленным предельным ценам и были свободны от особых сборов и обложений.
С 18 ноября 1918 года – "пассивный" противник режима Колчака. В Уфе арестован колчаковцами, но в декабре 1918 года в Омске освобождён восставшими рабочими.  К концу 1919 года – активный противник правительства Колчака. Один из руководителей вооруженных сил эсеров, участвовал в свержении власти Колчака в Иркутске в конце декабря 1919 года – начале января 1920 года. В 1920 году был помощником командующего народно-революционной армией Политцентра. Один из участников передачи власти в Иркутске большевикам.
Жил в эмиграции в Чехословакии. Соорганизатор Русского заграничного исторического архива. В ноябре 1923 года в Праге на Первом съезде заграничных организаций партии социалистов-революционеров вместе с В. Я. Гуревичем, Ф. Е. Махиным, О. С. Минором и Е. Ф. Роговским вошёл в избранный на паритетной основе правыми эсерами и левоцентристами Областной комитет
В 1945 году арестован и депортирован в СССР. В 1956 году освобождён из заключения и вернулся в Чехословакию.
Скончался в 1960 году. Похоронен на Ольшанском кладбище (участок 18, могила 353).

## Семья
- Жена — Ольга Георгиевна Кириллова (Нестерова) (24 июль 1893 — 8 ноябрь 1993[2])
  - Дочь — Ксения Ивановна Нестерова, в замужестве Забелина, (род. 3 январь 1929), муж — Святослав Николаевич Забелин (1923—2009), в браке двое сыновей — Михаил и Александр[2].

### Рекомендуемые источники
- Факты и версии. Историко-культурологический альманах. Исследования и материалы. Кн. 2. СПб., 2002.;
- Серапионова Е. П. Российская эмиграция в Чехословацкой республике (20-30-е годы). М., 1995.

### Архивы
- ГАРФ. Ф. 102 — Департамент полиции Министерства внутренних дел, 7д/п, 1905, д. 7512, ч. 10; 1913, д. 1979;

## Комментарии
1. ↑  В ряде современных исторических изданий[1] дата рождения — 1887 год без уточнения дня и месяца. Здесь она приведена по данным сайта Родовид[2].